# Caluromys lanatus
Caluromys lanatus e вид опосум от семейство Didelphidae.

## Разпространение
C. lanatus обитава тропическите гори на Боливия, Бразилия, Колумбия, Еквадор, Гвиана, Парагвай, Перу и Венецуела. Среща се на надморска височина до 2000 m. Видът е строго дървесен и се среща само в горите.

## Хранене
Представителите на вида консумират основно плодове и нектар. Има сведения че се хранят и с насекоми.